# Cities XL
| Системные требования | Системные требования                                                    | Системные требования                                                                       |
| -------------------- | ----------------------------------------------------------------------- | ------------------------------------------------------------------------------------------ |
|                      | Минимальные                                                             | Рекомендуемые                                                                              |
| Windows              |                                                                         |                                                                                            |
| ОС                   | Microsoft Windows XP SP3 or Microsoft Windows Vista SP1                 | Microsoft Windows XP SP3 or Microsoft Windows Vista SP1                                    |
| ЦПУ                  | Intel Pentium 4 — 2.5 ГГц                                               | Intel Core 2 или лучше                                                                     |
| Объём ОЗУ            | 1 ГБ (XP), 1,5 ГБ (Vista)                                               | 1,5 ГБ (XP), 2 ГБ (Vista) или лучше                                                        |
| Место на диске       | 8 ГБ                                                                    | 8 ГБ                                                                                       |
| Видеокарта           | nVidia GeForce 6600 GT / ATI Radeon X1600. Минимум – 256 МБ видеопамяти | nVidia GeForce 8800 / ATI Radeon HD 3850 или лучше. Рекомендуется более 512 МБ видеопамяти |
| Звуковая плата       | DirectX 9.0-совместимая звуковая карта                                  | DirectX 9.0-совместимая звуковая карта                                                     |
| Сеть                 | Для активации игры необходимо интернет-соединение                       | Для активации игры необходимо интернет-соединение                                          |

Cities XL (ранее Cities Unlimited) — градостроительный симулятор с элементами многопользовательской онлайн-игры выпущенный в 2009 году студией Monte Cristo, которая занималась разработкой игры City Life. Игра даёт игрокам возможность строить города, регулировать экономику и заботиться о потребностях жителей. Игроки также смогут участвовать в онлайне и взаимодействовать с тысячами других игроков. В конце 2010 года компанией Focus Home Interactive было выпущено продолжение — Cities XL 2011, а осенью 2011 года — Cities XL 2012 (сделана на движке Cities XL 2011).

## Геймплей

### Зонирование и размещение
Cities XL комбинирует обе стороны создания города: размещение зон и зданий и автоматическое развитие этих зон для заселения города. Инструмент массового планирования позволяет игрокам точно выбирать ярлыки, что они хотят построить в зоне, что даёт контроль и гибкость. Эти ярлыки описывают функции зданий, таких как жилая зона, коммерческие сервисы, отели, индустрия и др. Также они позволяют регулировать такие важные характеристики, как размер, степень заселённости, архитектурный стиль, географическое происхождение и др. Больше того, каждое здание имеет свой уникальный ярлык, так вы сможете выбрать конкретные здания. Игроки также смогут создавать и определять свой набор уникальных ярлыков.

### MMO
Cities XL предлагают игрокам возможность играть на постоянном онлайновом виртуальном сообществе (Persistent world), более понятном как планета. Как участникам планеты игрокам будет доступно строить их собственные города в виртуальном мире, населённом другими подписчиками, торговать с другими игроками, посещать другие города и проводить события. Будут проводиться соревнования и события для привлечения игроков. Сайт сообщества и поддержки будет предлагать делиться игровым опытом. Эти онлайновые возможности будут требовать ежемесячной подписки.. 8 марта 2010 года Planet Offer был отключен.

## Разработка
Cities XL нацелена обеспечить игроков большими, более реалистичными и более красивыми пейзажами. Область будет создана из карт местности, текстур и обычных карт. Monte Cristo использует существующие сторонние инструменты как EarthSculptor, World Machine и GeoControl, чтобы генерировать уникальные реалистичные территории перед тем как импортировать их в их собственный инструмент генерации ландшафта. В дополнении SpeedTree также использовалось для улучшения визуального ряда игры. Monte Cristo уделила много внимания трёхмерному движку, чтобы позволить обладателям не самых новых компьютеров запустить игру. Игроки могут не видеть всех графических возможностей, но всё равно будут иметь отличный визуальный ряд, сопоставимый с City Life.

## История
В июне 2007 года, скриншот новой градостроительной игры от Monte Cristo был опубликован в блоге работника компании. Позже он был показан на сайте сообщества в интервью, которые они не хотели называть City Life 2 и назвали Cities Unlimited, чтобы избежать ошибок. 15 апреля 2008 был анонсировано, что официальное название Cities Unlimited будут переименовано в Cities XL.
Было объявлено, что игра будет содержать больше графических новшеств и возможностей нежели City Life. Например, было объявлено, что Monte Cristo работает над устранением проблемы повторных построек, которая была в City Life. Разработчики рассказывали, что они сосредоточатся на графическом и экономическом реализме, транспорте и вариации количества построек. CitiesXL.com (раньше cuplanet.com), официальный сайт игры был запущен 13 октября 2007 с более подробной информацией.
В интервью 11 сентября 2007 года Philippe Da Silva анонсировал, что в Cities XL будет включено множество огромных различных карт и ландшафтов, которые позволят игрокам ещё больше углубиться в типы городов, которые они хотят создать. Da Silva заметил «Мы хотим, чтобы игрокам было возможно создавать не только „классические города“, но и построить Ки-Уэст, Аспен или Детройт.» Пре-релизный скриншот карты Аспена подтвердил, что Cities XL включит снежные ландшафты.
4 июня 2008 года был выпущен первый официальный трейлер.
26 июня 2008 года, Phillipe Da Silva сообщил в блоге, что разработка версии Cities XL, завершена в конце мая, что значит команда перешла к стадии играбельной версии в середине июня.
19 мая 2009 года была объявлена дата официального выхода игры. 3 сентября 2009 года Cities XL поступит в магазины Франции, Германии, Бельгии, Нидерландов, Люксембурга, Швейцарии и Австрии. Первоначально в продажу поступит только версия на немецком и французском языках. Дата выхода англоязычной будет объявлена несколько позже.

## Отзывы
| Сводный рейтинг | Сводный рейтинг |
| Агрегатор       | Оценка          |
| --------------- | --------------- |
| GameRankings    | 68,27 %         |

По итогам 2009 года журнал «Игромания» отметил игру наградой «SimCity года», сказав, что «это, предположительно, „Симсити“ нескольких будущих лет».